# Chemnitz-Würschnitzer Eisenbahngesellschaft

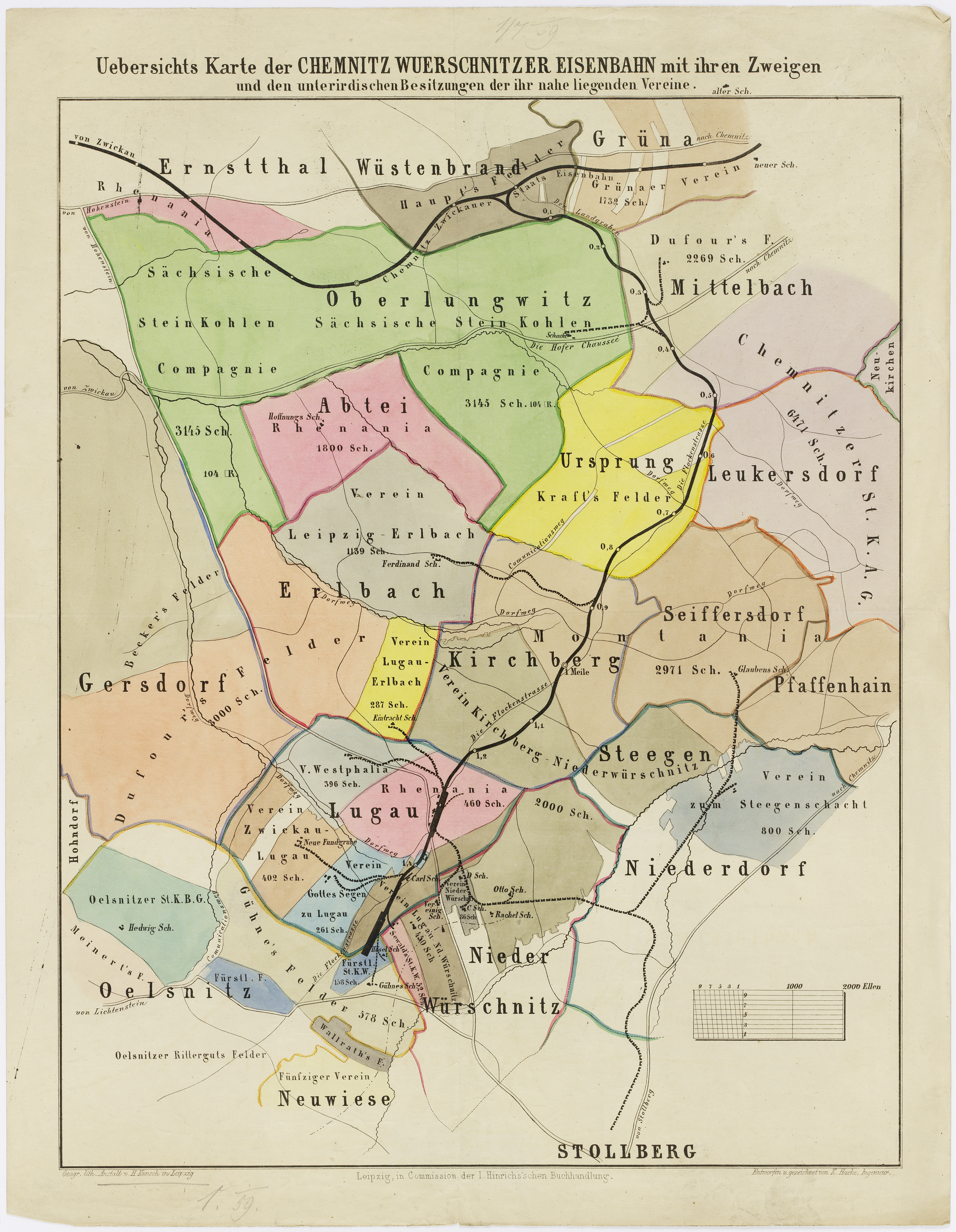
Die Strecke der Chemnitz-Würschnitzer Eisenbahngesellschaft

Die Chemnitz-Würschnitzer Eisenbahngesellschaft war eine Eisenbahngesellschaft in Sachsen. Sie war Eigentümer der Kohlenbahn Lugau–Wüstenbrand im Lugau-Oelsnitzer Steinkohlenrevier. 1882 wurde die Gesellschaft verstaatlicht.

## Geschichte
Die Chemnitz-Würschnitzer Eisenbahngesellschaft wurde von dem Advokaten Dr. Julius Volkmann am 29. September 1856 gegründet, um eine Bahn zur Erschließung der Steinkohlengruben des Lugau-Oelsnitzer Revier zu erbauen. Die 11,3 km lange Strecke sollte von Wüstenbrand an der Bahnstrecke Dresden–Werdau in südlicher Richtung nach Lugau führen.
Der sächsische Staat baute und betrieb die Bahn im Auftrag der Gesellschaft, die die Betriebsmittel stellte. Der Güterverkehr begann am 15. November 1858 und brachte die erhofften Einnahmen. Der Personenverkehr wurde ab 1. August 1862 – allerdings auf Rechnung des Staates – bedient.
Die Weiterführung der Strecke von Lugau nach Niederoelsnitz ab 15. Mai 1879 durch die Kgl. Sächsischen Staatseisenbahnen tat der Gesellschaft keinen Abbruch. Gemäß den vertraglichen Vereinbarungen mit dem Staat ging die Chemnitz-Würschnitzer Eisenbahn am 1. Januar 1882 in dessen Eigentum über.
Der Strecke Lugau–Wüstenbrand wurde 2003 stillgelegt.

## Lokomotiven
Die Chemnitz-Würschnitzer Eisenbahn beschaffte 1857 für ihre Strecke zwei Tenderlokomotiven der Bauart 1B n2t von Hartmann in Chemnitz. Sie trugen die Namen WÜRSCHNITZ und LUGAU. Sie gelangten 1882 noch ins Eigentum der Königlich Sächsischen Staatseisenbahnen, die sie später in die Gattung I T einordnete. Ausgemustert wurden sie 1894 und 1891.